# Йол
Иол — 1-мачтовый бот с парусным вооружением «шафшинкен» (нем. schafschincen — «овечий окорок»; англ. shoulder of mutton — «плечо барана») или 1-мачтовый бот с люгерным парусным вооружением.
Иол — небольшое парусное судно с двумя мачтами (точнее, полуторамачтовое) — гротом и бизанью. Обе мачты имеют косое парусное вооружение. Бизань-мачта, обычно небольшого размера, расположена позади гельм-порта и выступает за гакаборт. Грот гафельный или бермудского покроя с кливером и стакселем.
Йол (иол, ял, уменьш. я́лик, через англ. уаwl, от нидерл. jol [jɔ:l]) — тип косого вооружения двухмачтового судна, у которого бизань-мачту располагают в корму от головки руля. Характерен для маломерных спортивных судов 1950—1970-х годов.

## Происхождение
Современное определение иола возникло после Второй мировой войны. До этого термин применяли к локальному типу парусных судов, строившихся на Северном море, и не имел отношения к парусному вооружению. Соответственно, его название не всегда одинаково.
Тип иола зародился в Голландии. Первоначально это был прибрежный бот, приспособленный, в основном, для рыболовства. Причём это был вёсельный бот, парус был вспомогательным, и ставили на временной съёмной мачте. В случаях, когда мачт было 2, бизань устанавливали как можно дальше в корму, чтобы освободить место в иоле для работы с рыболовной снастью. Со временем иол стали использовать и в военных целях, особенно у побережья, где ценили его малую осадку. Типичный иол XVIII века имел размерения: длина — 15 м; ширина — 4 м; осадка — 2 м. 
В Российской империи этот тип появился в 1700-е годы, завезённый Петром I. Но вскоре за ним закрепилось название «ял». Со временем под «ялом» стали понимать, в основном, гребное судно, под «иолом», в основном, — парусное. Также в Российском императорском флоте использовали канонерские йолы, строившиеся по образцу трофейных шведских йолов и вместе с канонерскими лодками до середины XIX века составлявшие основу русского гребного флота.

## Современный иол
Механизация рыболовства и коммерческого флота вообще отодвинула иол в прогулочно-спортивные суда. Особенно он получил развитие в 1950-е годы. Его характерной чертой является малая бизань, установленная далеко в корму, часто прямо на транце. При этом основную тягу обеспечивает грот, а бизань больше придаёт манёвренность при поворотах и позволяет тонкую настройку на постоянных курсах. Типичный иол тех времен имеет бермудское вооружение и длинные носовой и кормовой свесы, что даёт ему возможность ходить острыми курсами.
Иол стал популярен у яхтсменов за способность балансировать центр парусности относительно центра бокового сопротивления. Настроенная таким образом яхта способна держать курс без помощи руля. Иол предпочитали такие знаменитые яхтсмены-одиночки, как Джошуа Слокам и Фрэнсис Чичестер.
С появлением автоматических систем управления (автопилотов, авторулевых) эта способность иола потеряла прежнее значение, и их место во многом заняли более простые в управлении шлюпы.

## Отличия иола от кеча
Часто иол путают с кечем, у которого бизань находится в нос от баллера руля. За исключением этого признака, оба типа вооружения внешне похожи, хотя бизань у иола несколько меньше относительно грота. Кеч требует больше рук для управления и обычно несколько больше по размерам.
Бизань-мачта кеча создаёт большое неудобство рулевому, исключение представляют лишь суда с кокпитом в центре. Иол свободен от такого недостатка и, кроме того, размеры его бизани исключают необходимость рифления, а это является преимуществом иола как крейсерской яхты.
Разница в вооружении кеча и иола определяет возможные отличия их стоячего такелажа. Бизань-мачта иола имеет независимый стоячий такелаж, причём мачту в продольном направлении в отсутствии штагов удерживают ванты, существенно разнесённые по длине судна. У кеча топы мачт часто соединяют штагом-карнаком.
Во время широкого распространения тендеров иолы и кэчи имели по 2—3 передних паруса. Теперь они, как и шлюпы, чаще несут 1 основной топовый стаксель и используют дополнительные передние паруса.
В то же время существует мнение, что вооружение с двумя стакселями более удобно, поскольку площадь парусов уменьшается уборкой быстрее, чем их заменой. Площадь парусности иолов и кечей на полных курсах может быть существенно увеличена путём постановки бизань-стакселя (апселя).
Существенная положительная черта этих яхт заключается в том, что при любом варианте парусности, выбираемом в соответствии с силой ветра, их центровка не нарушается. При шквале, например, достаточно убрать грот. То же самое делают и при необходимости взять рифы на гроте, поскольку  зарифить убранный парус намного легче. Также более простыми являются операции по замене парусов. Здесь достаточно самого малочисленного экипажа.
Однако длительная штормовая лавировка, требующая концентрации парусности ближе к середине судна, для иолов и кечей с парусами в оконечностях оказывается неблагоприятной, поскольку при этом их сравнительно невысокие лавировочные качества дополнительно снижаются.
Ещё один эксплуатационный недостаток иолов и кечей — необходимость уборки бизань-стакселя при смене галса, так как его штаг мешает грота-гику. Есть у них недостаток и более серьёзный — сравнительно низкая эффективность парусного вооружения в целом.

## Иол в литературе
Прототипом яхты, описанной Владимиром Куниным в повести «Иванов и Рабинович» является «Ушкуйник» — бермудский иол Центрального яхт-клуба Ленинграда, в прошлом немецкая яхта-люкс, взятая в качестве трофея балтийцами в 1945 году.